# Raspailia viminalis
Raspailia viminalis är en svampdjursart som beskrevs av Schmidt 1862. Raspailia viminalis ingår i släktet Raspailia och familjen Raspailiidae. Inga underarter finns listade i Catalogue of Life.